# Маржанбулак
Маржанбула́к (каз. Маржанбұлақ) — село у складі Алгинського району Актюбінської області Казахстану. Адміністративний центр Маржанбулацького сільського округу.
До 2008 року село називалось Прогрес.
Населення — 3436 осіб (2021; 1496 у 2009, 1174 у 1999, 897 у 1989).